# Sagra (festa)
La sagra (termine dal latino derivato dall'aggettivo sacer, all'accusativo sacrum, cioè «sacro») è una festa popolare di carattere locale e cadenza annuale, che nasce tradizionalmente da una festa religiosa, celebrata in occasione di una consacrazione o per commemorare un santo (in genere il santo patrono), ma anche utilizzata per festeggiare il raccolto o promuovere un prodotto enogastronomico locale. Durante una sagra hanno luogo in genere la fiera locale, il mercato e vari festeggiamenti.

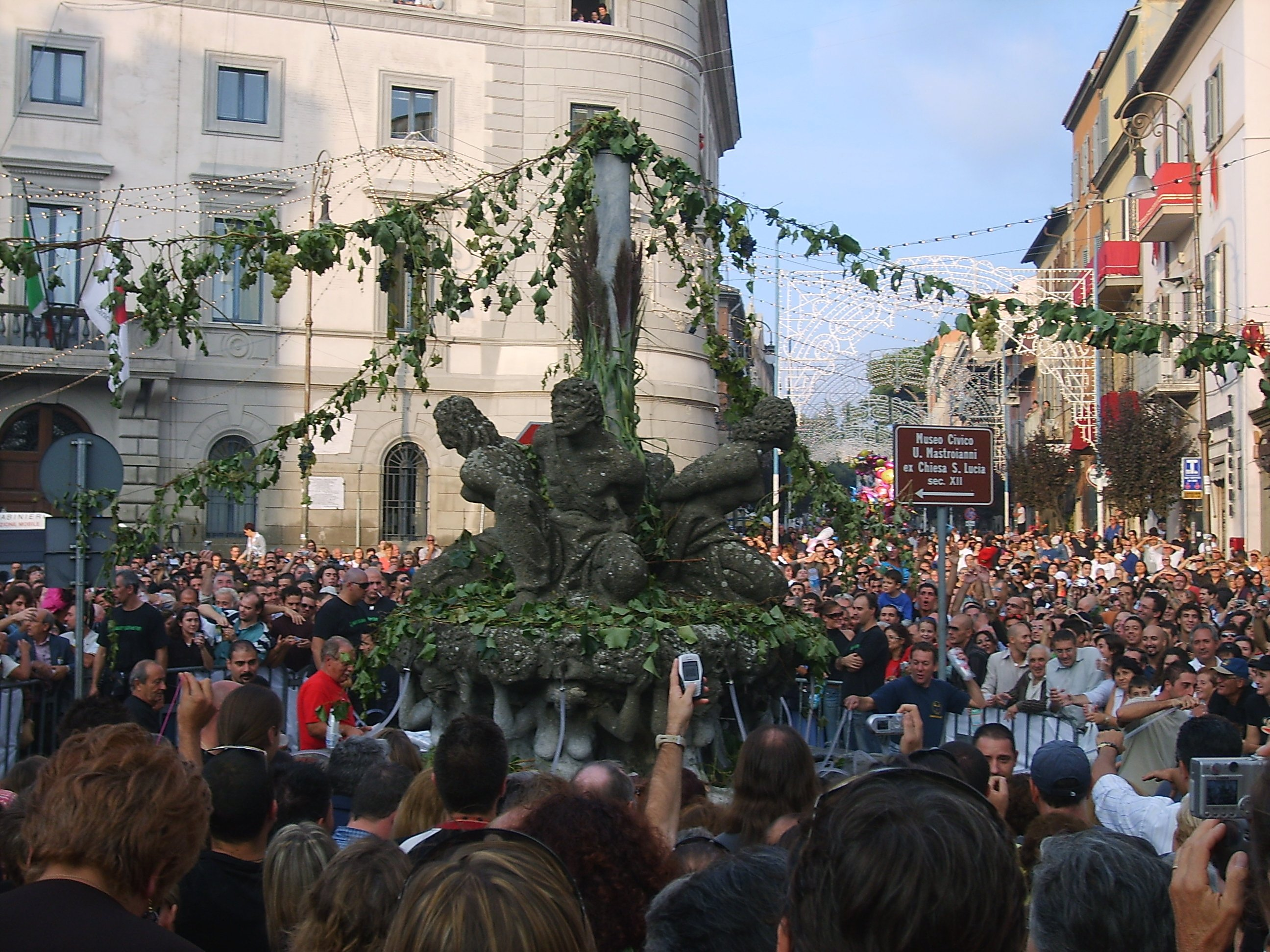
Sagra dell'uva a Marino nel Lazio (2006)

## Caratteristiche
La sagra si connota originariamente per la dimensione religiosa; le sagre erano innanzitutto dei momenti di comunione tra uomini e sacro.
Le feste popolari e le sagre dell'antichità venivano celebrate davanti ai templi o, in epoca cristiana, alle chiese (da cui deriva il termine sagrato delle chiese). I vari momenti dell'anno (l'inverno, la primavera, la mietitura, la vendemmia) venivano celebrati con feste religiose, ad esempio, per ringraziare la divinità o per propiziarsi la bella stagione.
Durante le feste dell'antichità venivano spesso effettuati sacrifici animali, oppure offerte di prodotti della terra, che venivano poi consumati dalla comunità intera. Questo rito simbolico originario rimane come traccia anche oggi nelle diverse sagre gastronomiche che ruotano attorno a un piatto tradizionale regionale o locale.
In Italia sono ancora oggi presenti feste tradizionali e sagre in ogni periodo dell'anno.